# Tyrrell Hatton
Tyrrell Hatton (High Wycombe, 14 ottobre 1991) è un golfista inglese.

## Carriera
Professionista dal 2011, gioca all'interno sia nel circuito del PGA Tour sia dell'European Tour; nel primo ha vinto una competizione mentre in quello europeo si è affermato per sei volte, di cui quattro in tornei facenti parte del Rolex Series. A livello Major, il miglior piazzamento è il 5º posto nel The Open Championship nel 2016.
Tra il 2016 ed il 2017 ha vinto due volte consecutivamente il Alfred Dunhill Links Championship, per poi conquistare anche l'Italian Open nell'ottobre del 2017; a seguito di una caduta nell'Open d'Italia, è stato poi costretto ad un'operazione chirurgica nel 2020.
Il 6 ottobre 2024 è tornato a vincere un torneo, conquistando per la terza volta il Links Championship che si disputa ogni anno in Scozia.

## Vittorie professionali (10)

### European Tour vittorie (8)
| Legenda                 |
| Tornei Major (0)        |
| Tornei Rolex Series (5) |
| Altri European Tour (3) |

| No. | Data             | Torneo                                | Punteggio di vittoria | To par | Margine | Secondo                          |
| --- | ---------------- | ------------------------------------- | --------------------- | ------ | ------- | -------------------------------- |
| 1   | 8 ottobre 2016   | Alfred Dunhill Links Championship (1) | 67-70-62-66=265       | −23    | 4 colpi | Ross Fisher Richard Sterne       |
| 2   | 9 ottobre 2017   | Alfred Dunhill Links Championship (2) | 68-65-65-66=264       | −24    | 3 colpi | Ross Fisher                      |
| 3   | 15 ottobre 2017  | Italian Open                          | 69-64-65-65=263       | −21    | 1 colpo | Ross Fisher Kiradech Aphibarnrat |
| 4   | 10 novembre 2019 | Turkish Airlines Open                 | 68-68-65-67=268       | −20    | PLAYOFF | 5 giocatori                      |
| 5   | 11 ottobre 2020  | BMW PGA Championship                  | 66-67-69-67=269       | −19    | 4 colpi | Victor Perez                     |
| 6   | 24 gennaio 2021  | Abu Dhabi Golf Championship           | 65-68-71-66=270       | −18    | 4 colpi | Jason Scrivener                  |
| 7   | 6 ottobre 2024   | Alfred Dunhill Links Championship (3) | 65-68-61-70=264       | −24    | 1 colpo | Nicolas Colsaerts                |
| 8   | 19 gennaio 2025  | Dubai Desert Classic                  | 71-65-68-69=273       | −15    | 1 colpo | Daniel Hillier                   |

### PGATour vittorie (1)
| Altri PGA Tour (1) |

| No. | Data         | Torneo                     | Punteggio di vittoria | To par | Margine | Secondo       |
| --- | ------------ | -------------------------- | --------------------- | ------ | ------- | ------------- |
| 1   | 8 marzo 2020 | Arnold Palmer Invitational | 68-69-73-74=284       | −4     | 1 colpo | Marc Leishman |

### LIV Golf vittorie (1)
| No. | Data           | Torneo             | Punteggio di vittoria | To par | Margine | Secondo       |
| --- | -------------- | ------------------ | --------------------- | ------ | ------- | ------------- |
| 1   | 23 giugno 2024 | LIV Golf Nashville | (65-64-65=194)        | −19    | 6 colpi | Sam Horsfield |

### Partecipazioni Ryder Cup

#### Professionista
- Ryder Cup: 2018, 2021, 2023